# Кевин Џонсон
Кевин Џонсон (енгл. Kevin Johnson; Сакраменто, САД, 4. март 1966) је бивши амерички кошаркаш и бивши градоначелник Сакрамента.
На драфту 1987. одабрали су га Кливленд Кавалирси као 7. пика.